# 杜拉拉升职记 (电视剧)
《杜拉拉升职记》（英語：Go La La Go!）是一部2010年首播的中国大陆职场题材都市职业剧，改编自女作家李可创作的白领生存法则小说《杜拉拉升职记》，亦是2010年上映的华语电影《杜拉拉升职记》的电视剧版本。该剧由上海电视传媒公司和上海展杰文化艺术有限公司联合出品，台湾知名导演陈铭章执导，并由王珞丹、李光洁、陈慧珊、李彩华、尚于博、陈彦妃等领衔主演，讲述了入职新公司的女主人公杜拉拉经过不懈的努力奋斗，从一个菜鸟逐渐成长为一个职场精英的故事。
本剧于2009年10月16日在上海正式开机，至12月初转战日本静冈取景拍摄，次年1月8日杀青关机。2010年4月19日，本剧在台州电视台公共财富频道全国首播，同年7月22日在东方、北京、深圳三家卫视黄金档上星播出。
本剧的续作为2013年电视剧《杜拉拉之似水年华》，讲述了已成功升职成为公司总监的女主人公即将面临的事业上和感情上所出现的新问题。

## 剧情
大学毕业一直在民企的杜拉拉（王珞丹饰）不甘平庸和老板胡阿发（刘昌伟饰）的骚扰，毅然辞职。在她终于被位列世界500强的外企DB公司录取后却失去了爱情，初恋男友李鸿铭（尚于博饰）跟自己最好的朋友夏红（涂黎曼饰）走到了一起。进入DB公司后的杜拉拉靠着勤奋苦干以及善良正直的本性打动了DB公司的销售总监王伟（李光洁饰），王伟无论从感情还是事业上都成为杜拉拉一个强有力的依靠。虽然同在DB的王伟的前妻黛西（李彩桦饰）百般阻挠，但最终杜拉拉还是依靠自己的力量一步一步晋升为DB公司高层，跟王伟的感情也与日俱增。

## 演出
| 演员   | 角色        | 粤配   | 介绍 |
| 王珞丹 | 杜拉拉（LaLa）  | 鄭家蕙 | 生于江西南昌，母亲是上海人。上海大学英语系毕业后在一家民营企业工作两年，后进入美国老牌500强企业DB。姿色中上，性格直爽乐观，工作踏实，但因不谙职场规则，屡屡犯错，所幸每次都能因祸得福，总结出了一套外企生存之道，在五年内从外企普通小白领晋升为成功的中层管理人员。              |
| 李光洁 | 王伟        | 郭俊廷 | DB大客户部市场总监。北京部队大院子女，清华大学商学院毕业后进入北京的一家美国大公司做销售。在一次培训中认识了上海分区的黛西。之后，王伟来沪重觅工作，机缘巧合进入DB。后来发现了黛西出轨的证据，两人分手。王伟至此对女人失去信任，把全部的精力投身事业中，很快获得接二连三的晋升。 |
| 陈慧珊 | 陈玫瑰（Rose）  | 邓洁丽 | DB助理行政经理，后提升为行政经理，杜拉拉的直属上级，后离开DB公司。性格精明干练，绝对的职业女性。 |
| 李彩华 | 黃黛西（Daisy）  | 王慧珠 | DB大客户部东区大区小区经理，与王伟有过一段感情。弄堂里长大的上海美女，姿色上乘，手腕高明，热爱顶级品牌和奢侈生活。曾在王伟事业受挫时另攀高枝，造成了王伟对女性的偏见。 |
| 陈彦妃 | 海伦（Helen）    |        | DB前台，对公司各种人员构架、人际脉络了若指掌，嘴上也常常是职业经，但就是得不到升迁的机会。海伦是个有趣的人，她嘴不饶人，经常甩出一些刻薄话，但内心却善良热情，她喜欢杜拉拉的朴实真诚，所以愿意帮助她，与杜拉拉成为好朋友。                                                       |
| 叶童   | 薇薇安（Vivian）  | 莎拉   | DB公共关系总监，DB女员工的偶像，后赴北美公司。因为觉得杜拉拉像年轻时候的自己，所以喜欢上了这个女孩儿，并让杜拉拉学会了打扮自己。和拉拉分享了自己的经验，想必这也是杜拉拉后来能成功的一部分原因。                                                                                 |
| 尚于博 | 李鸿明      | 李家傑 | DB最大的竞争对手HW公司大客户部总监，分管销售。生于上海中层干部家庭，在商场上精于算计，却有失魄力和大气。杜拉拉的前男友，上海大学研究生毕业后一帆风顺的进入HW，一路晋升，最终做到了总监的位子。                                                                                   |
| 涂黎曼 | 夏红        | 柚子蜜 | 杜拉拉的大学同学，一个宿舍里的上下铺，曾经是最亲密的闺中密友，杜拉拉前半生所有的秘密和心事都与她共享。谁知最后分享的竟然是自己的男朋友李鸿明。夏红的姿色中等，性格也安分守己，最大的梦想是拥有幸福的家庭。依靠李鸿明的关系，大学毕业后不久，进入了粮食局工作，成为一名公务员。   |
| 李坤霖 | 李文华      |        | DB招聘经理，後離職前往广州與家人重聚 |
| 雷佳音 | 约翰·常（John） |        | DB销售部总监，分管销售，海伦的地下情人，後分手 |
| 邓九云 | 麦琪（Maggie）    |        | DB行政助理，后成为DB行政主管 |
| 馨子   | 帕米拉·赵   |        | DB行政主管，接替杜拉拉，因被杜拉拉揭穿了在工作简历上的谎言离开。 |
| 王传君 | 盛天娇      |        | 海伦現任男友，IT男 |
| 夏台凤 | 黛西姨妈    |        | 黛西的姨妈兼养母，是她唯一的親人，長居英國 |
| 史龙天 | 何好德      |        | DB中国区总裁，杜拉拉的伯乐 |
| 王志华 | 杜拉拉爸    |        | |
| 刘昌伟 | 胡阿发      |        | 杜拉拉前上司，經常性騷杜拉拉，使她跳槽到DB |

## 電視劇歌曲
| 曲序 | 曲目                       |        | 作曲                | 演唱          |
| ---- | -------------------------- | ------ | ------------------- | ------------- |
| 1.   | 《超可能》（主題曲）       | 姚若龍 | Terrytyelee、蔡詩芸 | S.H.E         |
| 2.   | 《两个人的荒岛》（片尾曲） | 向月娥 | 林俊傑              | S.H.E、周定纬 |
| 3.   | 《说谎》（插曲）           | 施人誠 | 李双飞              | 林宥嘉        |
| 4.   | 《最想做的事》（插曲）     | 姚若龍 | 黃韻玲              | 潘裕文        |
| 5.   | 《我以为》（插曲）         | 董赫男 | 董赫男              | 王珞丹        |
| 6.   | 《只需要一首歌》（插曲）   | 樊凡   | 樊凡                | 樊凡、李慧珍  |
| 7.   | 《雨衣》（插曲）           | 林乔   | 金大洲              | 樊凡          |

## 奖项
主演王珞丹凭借此剧入围2011年的第17届上海电视节白玉兰奖“最佳女演员”提名。

## 花絮
该片引发党媒《人民日报》的批判：“电视剧版《杜拉拉升职记》传递的价值观紊乱，为追求收视率将生活中一些阴暗面极端化，显示了文艺创作领域的浮躁之风。 ”
王珞丹曾不想出演“杜拉拉”。在演出时，她只穿“黑、白、灰”，显示职场杜拉拉更加干练的形象。

## 作品的變遷
| 香港 無綫精選台 星期六、日 14:15 - 16:00及19:30 - 21:15                                      | 香港 無綫精選台 星期六、日 14:15 - 16:00及19:30 - 21:15 | 香港 無綫精選台 星期六、日 14:15 - 16:00及19:30 - 21:15 |
| -------------------------------------------------------------------------------------------- | ------------------------------------------------------- | ------------------------------------------------------- |
|                                                                                              | 杜拉拉升職記 （2011.01.01 - 2011.02.20）                |                                                         |
| 新不了情 （2010.11.07 - 2010.12.26）                                                         | 金大班 （2011.02.26 - 2011.04.24）                      |                                                         |
| 香港 無綫電視高清翡翠台 星期六、日 06:25 - 08:05 12月11日 07:15 - 08:05 2月5日 06:25 - 07:15 |                                                         |                                                         |
| 鐵齒銅牙紀曉嵐IV （2011.10.22 - 2011.11.12）                                                 | 杜拉拉升職記 （2011.12.11 - 2012.02.05）                | 鹿鼎記 （2012.02.11 - 2012.05.05）                      |

| 新加坡 新传媒U频道 星期一至五 22:00-23:00 | 新加坡 新传媒U频道 星期一至五 22:00-23:00 | 新加坡 新传媒U频道 星期一至五 22:00-23:00 |
| ----------------------------------------- | ----------------------------------------- | ----------------------------------------- |
|                                           | 杜拉拉升職記 (2012.08.23 - 2012.10.05)    |                                           |
| 秘密花園 (2012.07.16 - 2012.08.22)        | 麵包王金卓求 （2012.10.08 - 2012.12.04）  |                                           |